# Emma Kunz
 (mai 2023).
Pour les articles homonymes, voir Kunz.
Emma Kunz, née le 23 mai 1892 à Brittnau et morte le 16 janvier 1963 à Waldstatt est une guérisseuse, radiesthésiste et artiste peintre suisse considérée comme atypique, car n'ayant reçu aucune formation artistique.
Sa première exposition, The Case of Emma Kunz, est posthume. Inspirée par l'évolution spirituelle, elle se sert d'un pendule pour pratiquer la divination et crée ses dessins par radiesthésie.
Selon un chercheur universitaire, Emma Kunz partage avec d'autres femmes artistes comme Hilma af Klint et Agnès Martin, une approche de l'abstraction géométrique non comme formalisme, mais comme moyen de structurer des idées  philosophiques, scientifiques et spirituelles. Utilisant la ligne, la géométrie, et le quadrillage, chacune de ces artistes a créé des dessins sous forme de diagrammes d'explorations de systèmes de croyances complexes et de pratiques de réparation corporelle.

## Biographie
Fille d'un artisan tisserand de modeste condition, elle grandit à Brittnau où elle est très tôt confrontée à des phénomènes extraordinaires. À l'âge de 18 ans, elle se fait remarquer par ses dons de télépathie et de prophétie et se met à utiliser un pendule. Ses conseils et ses thérapies ont souvent, dit-on, des effets miraculeux, bien qu'Emma Kunz rejette avec fermeté le terme de miracle ; elle dit simplement utiliser des capacités qui sommeilleraient en chaque être humain. En 1911, elle se rend aux États-Unis afin d'y rejoindre un amour de jeunesse, mais en revient déçue après un an, et est embauchée dans une manufacture de tricots de Brittnau. De 1923 à 1939, elle est employée comme gouvernante par le peintre Jakob Welti à Engelberg. C'est à cette époque qu'elle commence à se servir d'un pendule pour mettre en évidence les flux d'énergie telluriques. En 1930, elle publie un recueil de poèmes. À partir de 1938, elle utilise le pendule pour créer des peintures grand format sur papier millimétré. De 1940 à 1947, elle vit à nouveau à Brittnau. En 1942, elle déclare avoir trouvé des pouvoirs de guérison dans la roche de Würenlos et donne à cette pierre de guérison le nom d'AION A. À partir de 1951, elle vit à Waldstatt am Säntis, une montagne qu'elle considère comme sacrée. En 1953, elle publie Neuartige Zeichnungsmethode, (Nouvelle méthode de dessin) un ouvrage qui expose ses idées sur la peinture.

## Travaux

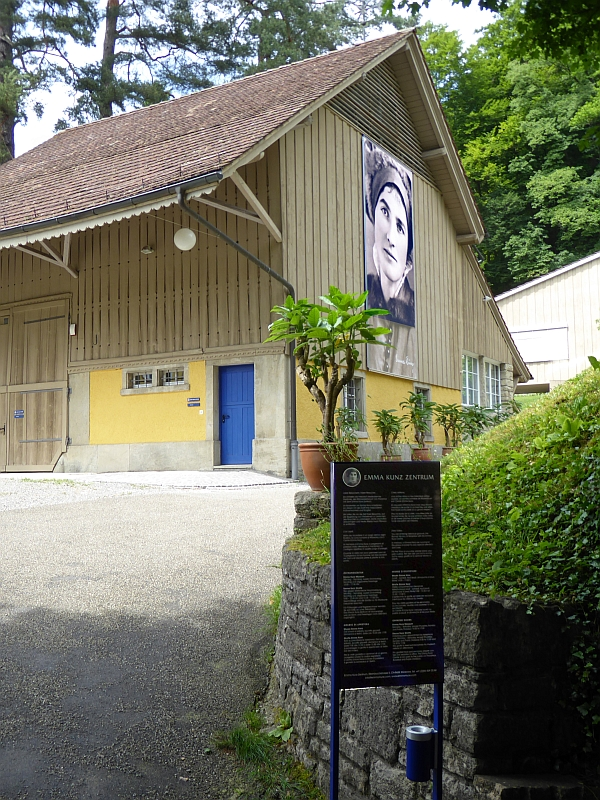
Le Centre Emma Kunz

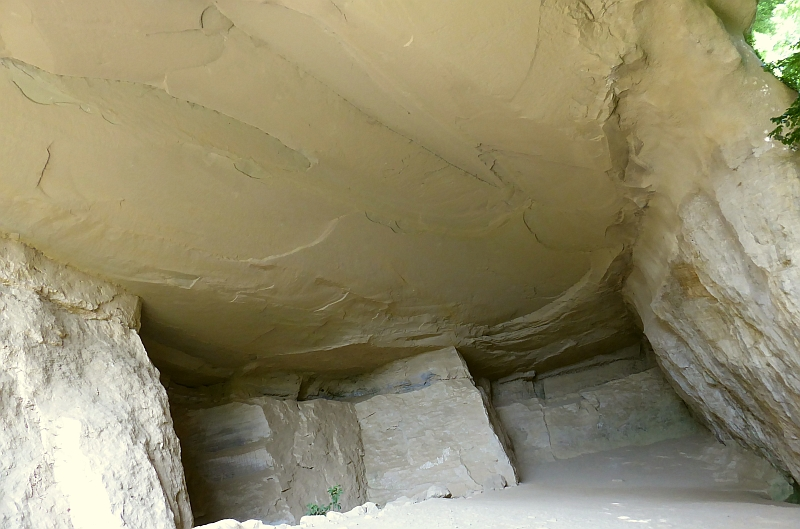
Site d'extraction de l'AION A au centre Emma Kunz

En 1986, Anton C. Meier, propriétaire de Steinwerke A. Meier AG, fonde le centre Emma Kunz à Würenlos afin de préserver les recherches et les images d'Emma Kunz, d'exploiter l'AION A et de le vendre comme remède naturel. Il accomplit ainsi le souhait d'Emma Kunz que « son » lieu devienne un lieu de rencontre pour le travail spirituel, culturel et de guérison. 
À l'époque, Meier souffrait de polio, les parents ont donc consulté Emma Kunz. Aujourd'hui, Steinwerke A. Meier AG, qui a maintenant changé de mains et possède trois carrières, est spécialisée dans la pierre de guérison. 

### Expositions
En 1973, les œuvres d'Emma Kunz sont exposées pour la première fois en public au musée des Beaux-Arts d'Argovie (Aargauer Kunsthaus) à Aarau. Le 17 octobre 1991 a vu l'ouverture officielle du musée Emma Kunz à Würenlos. En 1999, des photos d'Emma Kunz, ainsi que des œuvres de Rudolf Steiner, Joseph Beuys et Andrei Bely dans l'exposition Guiding forces for the 21st century. Century exposé au Kunsthaus Zurich.
En 2013, certaines de ses toiles sont exposées à la 55ème biennale de Venise.
En 2018/2019, l'exposition Weltempfänger de la Städtische Galerie im Lenbachhaus et Kunstbau München est consacrée à un chapitre du modernisme largement méconnu. Œuvres d'Emma Kunz, Georgiana Houghton, Hilma af Klint ainsi que certains vidéastes du XXe siècle.
En 2021, le musée des Beaux-Arts d'Argovie lui consacre une nouvelle exposition Emma Kunz Cosmos - A Visionary in Dialogue with Contemporary Art.

### AION A

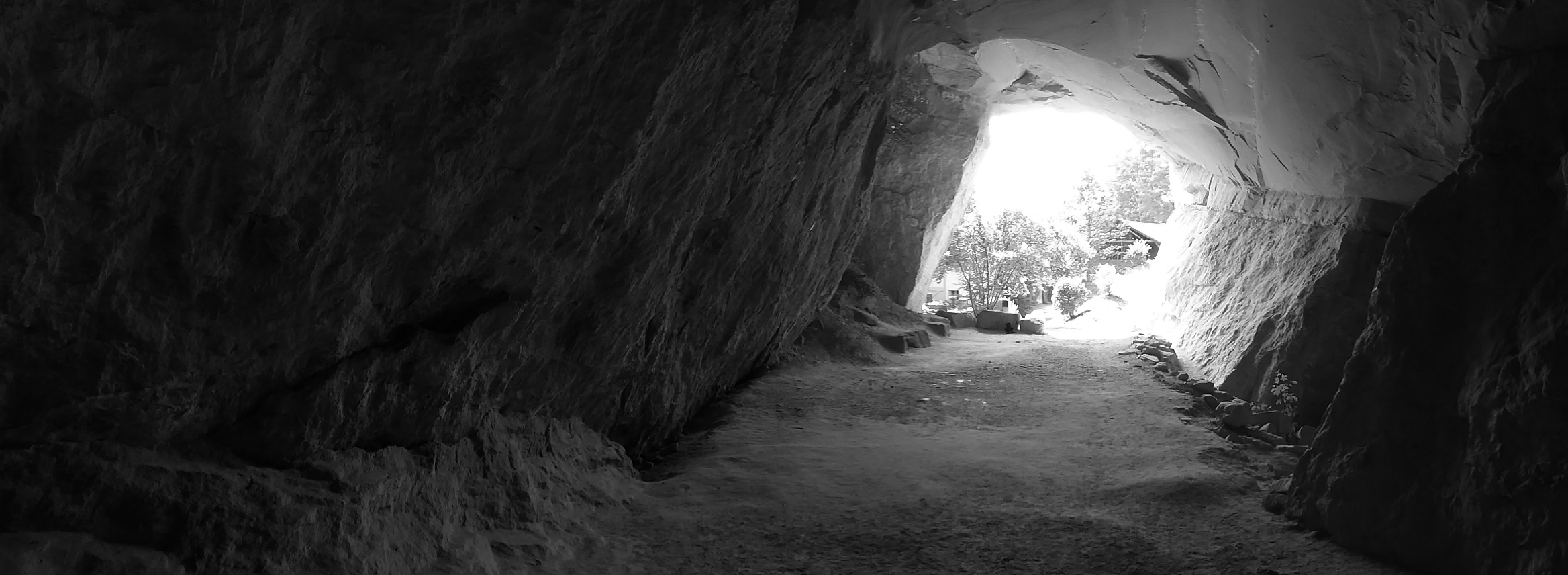
Gisement d'AION A au centre Emma Kunz

En 1941, Anton C. Meier serait le premier patient à être guéri par l'AION A des séquelles de sa polio. Depuis lors, de nombreux naturopathes et thérapeutes suisses utilisent l'AION A pour les affections rhumatismales, les blessures sportives et les blessures aux muscles, aux tendons et au tissu conjonctif. En Suisse, l'AION A est disponible dans les pharmacies et les drogueries. 